# Festuca altissima
Espèce
Classification phylogénétique

## Caractéristiques
La Fétuque des bois (Festuca altissima) (parfois appelée Festuca silvatica mais ce nom est à éviter car trop proche de Festuca sylvatica qui est lui-même une mauvaise dénomination de Brachypodium sylvaticum, le brachypode des bois) est une graminée glabre atteignant 120 cm. Elle pousse en touffes. Ses feuilles lisses atteignent 10 mm de large, sont sans oreillettes et possèdent une grande ligule de 5 mm. Elle forme des épillets de 5-8 mm à glumelle inférieure sans arête et ressemblant plus à Calamagrostis qu'à Festuca.
La floraison a lieu en juin-juillet.
La plante pousse dans les lieux humides ombragés, les forêts de hêtres et autres feuillus et souvent près des cours d'eau.

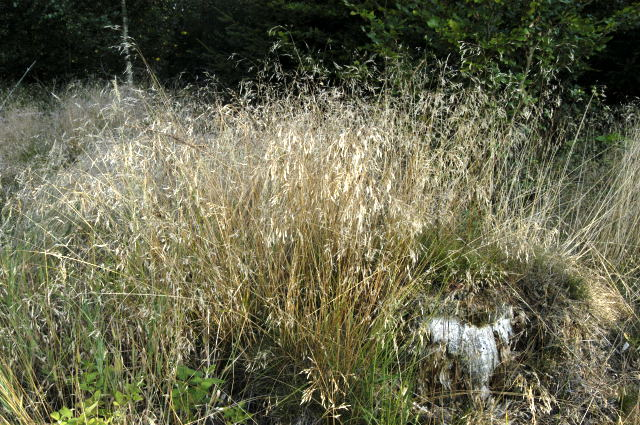
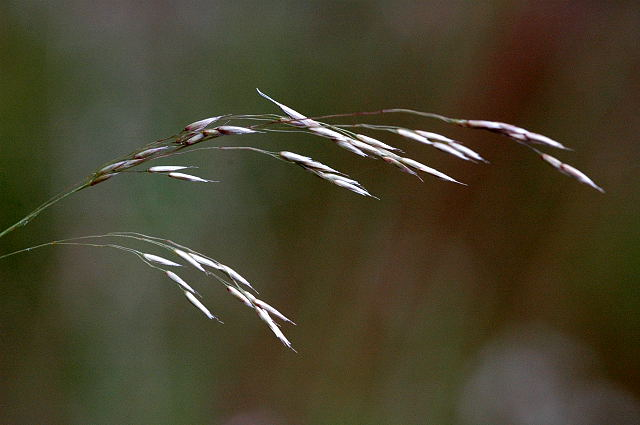
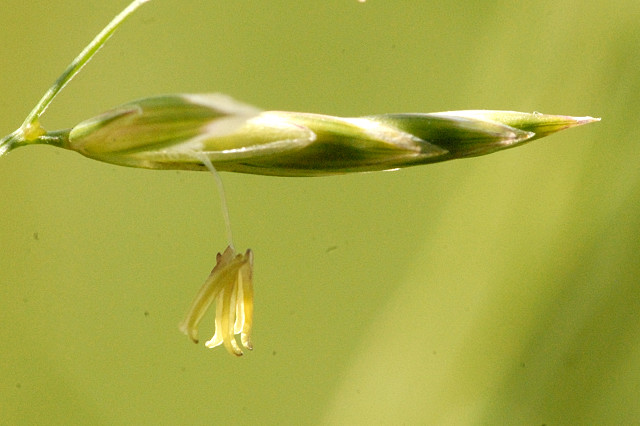